# Westlake Village
Westlake Village é uma cidade localizada no estado americano da Califórnia, no condado de Los Angeles. Foi incorporada em 1981. Possui pouco mais de 8 mil habitantes, de acordo com o censo nacional de 2020.

## Geografia
De acordo com o Departamento do Censo dos Estados Unidos, a cidade tem uma área de 14,2 km², dos quais 13,4 km² estão cobertos por terra e 0,8 km² (5,8%) por água.

### Localidades na vizinhança
O diagrama seguinte representa as localidades num raio de 16 km ao redor de Westlake Village.

## Demografia

### Censo 2020
Segundo o censo nacional de 2020, a sua população é de 8 029 habitantes e sua densidade populacional de 597,6 hab/km². Houve um decréscimo populacional na última década de -2,9%.
Possui 3 438 residências que resulta em uma densidade de 255,9 residências/km² e um aumento de 1,6% em relação ao censo anterior. Deste total, 5,1% das unidades habitacionais estão desocupadas. A média de ocupação é de 2,5 pessoas por residência.
Existem 3 079 famílias e 2,6% da população não possui cobertura de plano de saúde. A renda familiar média é de 153 007 dólares, a taxa de emprego é de 54,3% e 70,1% dos habitantes possuem diploma de nível superior.